# Caerphilly (ser)

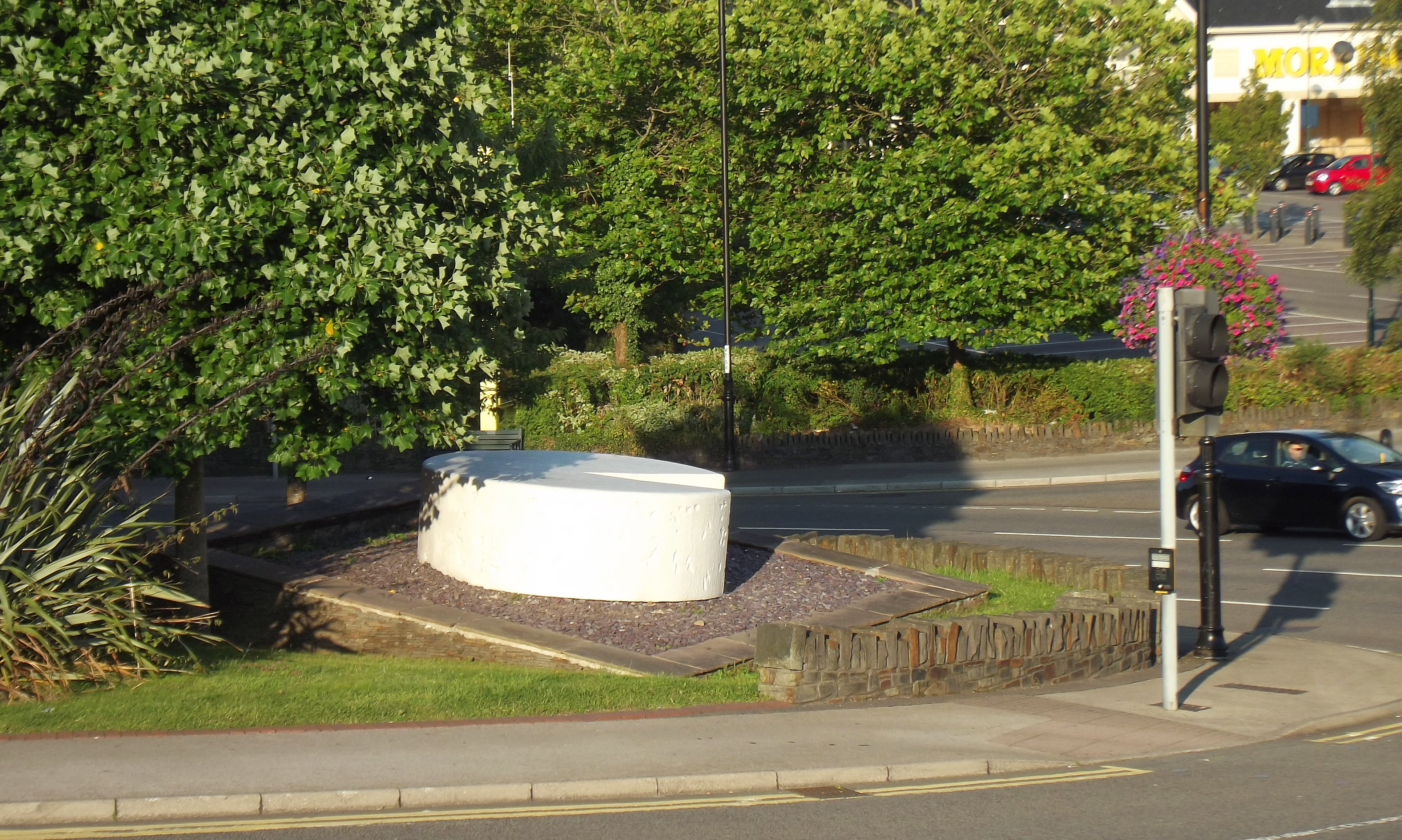
Rondo poświęcone caerphilly

Caerphilly (wal. caerffili) – twardy ser podpuszczkowy wytwarzany z krowiego mleka. Jego nazwa pochodzi od walijskiej miejscowości Caerphilly, w której w 1830 zaczęto go produkować. Dawniej służył jako przekąska dla walijskich górników pracujących w kopalniach węgla kamiennego. Ser został opisany przez walijskiego barda Telynoga (właśc. Thomas Evans, żyjący w latach 1840–1865) w utworze powstałym w 1858 roku. Ponadto w skeczu Monty Pythona z 1972 roku klient kupował w sklepie ser caerphilly.
Od 1910 większość sera produkowano w Somerset, ponieważ tamtejsi producenci, dowiedziawszy się o walijskim wyrobie, postanowili zastąpić nim wcześniej wytwarzany cheddar ze względu na krótszy czas dojrzewania. Przed drugą wojną światową w Wielkiej Brytanii ser typu caerphilly był jednym z czterech serów kontrolowanych, o ustalonej cenie detalicznej (obok tzw. sera importowanego, holenderskiego i angielskiego). W latach 80. produkcja została z powrotem przeniesiona do Walii.
Produkcja sera była dwukrotnie przerywana. Pierwszy raz miało to miejsce podczas drugiej wojny światowej, kiedy produkcja wszystkich rodzajów sera z wyjątkiem cheddara została zabroniona ze względu na reglamentację. Drugi przypadek miał miejsce w latach 1993–1996. Problemy były spowodowane biurokracją Unii Europejskiej, ponieważ zgodnie z prawem unijnym pasteryzowane mleko musiało być przewożone w szczelnie zamkniętych pojemnikach, natomiast surowe w otwartych. Jako że fabryka produkująca ser otrzymywała surowe mleko w zamkniętych pojemnikach, UE próbowała zablokować produkcję.
W centrum Caerphilly znajduje się rzeźba w kształcie sera. W mieście tym odbywa się też doroczny wyścig serowy, polegający na tym, że dwuosobowe zespoły mają za zadanie toczyć ser wokół zamku.
W 2007 Tesco wprowadziło do swojej oferty ser caerphilly, zawierając na opakowaniu informację, iż pochodzi on ze wsi Caerphilly, mimo że jest to miasto, co wywołało śmiech politowania mieszkańców okolicy.
W 2010 pojawiły się plany wprowadzenia caerphilly do rejestru nazw chronionych w Unii Europejskiej. W 2018 otrzymał chronione oznaczenie geograficzne w UE.